# Кампинас (мезорегион)

Кампинас на карте.

Кампи́нас (порт. Mesorregião de Campinas) — административно-статистический мезорегион в Бразилии, входит в штат Сан-Паулу. Население составляет 3 785 620 человек (на 2010 год). Площадь — 14 231,892 км². Плотность населения — 266,00 чел./км².

## Демография
Согласно сведениям, собранным в ходе переписи 2010 г. Национальным институтом географии и статистики (IBGE), население мезорегиона составляет:
| Полное население                            | Полное население                            | Полное население                            | Полное население                            | 3 785 620 |
| ------------------------------------------- | ------------------------------------------- | ------------------------------------------- | ------------------------------------------- | --------- |
| в том числе:                                | Городское население                         | 3 603 873                                   | Процент городского населения, %             | 95,20     |
|                                             | Сельское население                          | 181 747                                     | Процент сельского населения, %              | 4,80      |
|                                             | Мужское население                           | 1 864 856                                   | Процент мужского населения, %               | 49,26     |
|                                             | Женское население                           | 1 920 764                                   | Процент женского населения, %               | 50,74     |
| Плотность населения, чел/км²                | Плотность населения, чел/км²                | Плотность населения, чел/км²                | Плотность населения, чел/км²                | 266,00    |
| Население мезорегиона в % к населению штата | Население мезорегиона в % к населению штата | Население мезорегиона в % к населению штата | Население мезорегиона в % к населению штата | 9,17      |

## Статистика
- Валовой внутренний продукт на 2003 составляет 56 761 493 023,00 реалов (данные: Бразильский институт географии и статистики).
- Валовой внутренний продукт на душу населения на 2003 составляет 16 244,72 реалов (данные: Бразильский институт географии и статистики).
- Индекс развития человеческого потенциала на 2000 составляет 0,825 ▲ (данные: Программа развития ООН).

## Состав мезорегиона
В мезорегион входят следующие микрорегионы:
1. Ампару
2. Кампинас
3. Можи-Мирин
4. Пирасунунга
5. Сан-Жуан-да-Боа-Виста